# Chhurpi
Chhurpi (népalais : छुर्पी) est un fromage au lait de yak. Il est originaire de la région de l'Himalaya, notamment du Tibet. Il existe sous une forme molle et une forme dure.